# Крейг (Колорадо)
Крейг (англ. Craig) — місто (англ. city) в США, в окрузі Моффат штату Колорадо. Населення — 9060 осіб (2020).

## Географія
Крейг розташований за координатами 40°31′1″ пн. ш. 107°33′20″ зх. д. / 40.51694° пн. ш. 107.55556° зх. д. (40.517034, -107.555674).  За даними Бюро перепису населення США в 2010 році місто мало площу 13,30 км², уся площа — суходіл.

### Клімат
Місто знаходиться у зоні, котра характеризується вологим континентальним кліматом з теплим літом. Найтепліший місяць — липень із середньою температурою 19.3 °C (66.8 °F). Найхолодніший місяць — січень, із середньою температурою -9.1 °С (15.7 °F).
| Клімат Крейга           | Клімат Крейга | Клімат Крейга | Клімат Крейга | Клімат Крейга | Клімат Крейга | Клімат Крейга | Клімат Крейга | Клімат Крейга | Клімат Крейга | Клімат Крейга | Клімат Крейга | Клімат Крейга | Клімат Крейга |
| Показник                | Січ.          | Лют.          | Бер.          | Квіт.         | Трав.         | Черв.         | Лип.          | Серп.         | Вер.          | Жовт.         | Лист.         | Груд.         | Рік           |
| Абсолютний максимум, °C | 11            | 14            | 21            | 27            | 30            | 37            | 37            | 35            | 33            | 28            | 21            | 17            | 37            |
| Середній максимум, °C   | −1,4          | 1             | 7,5           | 14,3          | 19,6          | 25,8          | 30,8          | 29            | 23,4          | 15,8          | 6,4           | −0,7          | 14,4          |
| Середня температура, °C | −9,1          | −6,3          | 0,2           | 5,8           | 10,3          | 15,3          | 19,3          | 18,3          | 13,1          | 6,1           | −0,9          | −8            | 5,4           |
| Середній мінімум, °C    | −16,7         | −13,6         | −7,1          | −2,6          | 1,1           | 4,7           | 7,8           | 7,6           | 2,7           | −3,5          | −8,3          | −15,3         | −3,6          |
| Абсолютний мінімум, °C  | −40           | −41           | −31           | −18           | −10           | −6            | 0             | −2            | −8            | −12           | −28           | −35           | −41           |
| Норма опадів, мм        | 22.9          | 20.3          | 33            | 43.2          | 38.1          | 33            | 30.5          | 35.6          | 48.3          | 43.2          | 38.1          | 25.4          | 408.9         |
| Днів з опадами          | 0             | 0             | 0             | 4             | 4             | 5             | 5             | 6             | 4             | 5             | 4             | 4             | 41            |
| Днів з дощем            | 2             | 2             | 3             | 3             | 3             | 2             | 2             | 2             | 2             | 2             | 2             | 2             | 33            |
| ----------------------- | ------------- | ------------- | ------------- | ------------- | ------------- | ------------- | ------------- | ------------- | ------------- | ------------- | ------------- | ------------- | ------------- |
| Джерело: Weatherbase    |               |               |               |               |               |               |               |               |               |               |               |               |               |

## Демографія
Згідно з переписом 2010 року, у місті мешкали 9464 особи в 3787 домогосподарствах у складі 2473 родин. Густота населення становила 712 особи/км².  Було 4082 помешкання (307/км²).
Расовий склад населення:
| - 88,8 % — білих - 0,9 % — корінних американців - 0,6 % — азіатів - 0,3 % — чорних або афроамериканців - 0,1 % — вихідців з тихоокеанських островів - 7,0 % — осіб інших рас |

До двох чи більше рас належало 2,4 %. Частка іспаномовних становила 17,4 % від усіх жителів.
За віковим діапазоном населення розподілялося таким чином: 27,9 % — особи молодші 18 років, 62,6 % — особи у віці 18—64 років, 9,5 % — особи у віці 65 років та старші. Медіана віку мешканця становила 33,6 року. На 100 осіб жіночої статі у місті припадало 101,9 чоловіків;  на 100 жінок у віці від 18 років та старших — 100,0 чоловіків також старших 18 років.
Середній дохід на одне домашнє господарство  становив 58 325 доларів США (медіана — 49 590), а середній дохід на одну сім'ю — 69 801 долар (медіана — 65 750). Медіана доходів становила 51 855 доларів для чоловіків та 30 272 долари для жінок. За межею бідності перебувало 12,6 % осіб, у тому числі 15,9 % дітей у віці до 18 років та 2,6 % осіб у віці 65 років та старших.
Цивільне працевлаштоване населення становило 4308 осіб. Основні галузі зайнятості: освіта, охорона здоров'я та соціальна допомога — 19,0 %, роздрібна торгівля — 16,5 %, мистецтво, розваги та відпочинок — 13,3 %, транспорт — 11,0 %.